# Rouyn-Noranda
Rouyn-Noranda es una ciudad y un territorio equivalente a un municipio regional de condado (TE) de 43 182 habitantes (2020), cabecera de la región de Abitibi-Témiscamingue en Quebec, Canadá. La ciudad fue establecida en 1986 por la unión de las ciudades de Rouyn y Noranda.
Su economía se basa en la agricultura, la explotación y el procesamiento de los recursos minerales y forestales, la fabricación de equipos para estas industrias y sector servicios desarrollados, incluidos los servicios administrativos.
Rouyn y Noranda se fundaron en 1926, tras el descubrimiento en 1917 de un rico yacimiento de cobre en las orillas del Lago Osisko. La fusión de las dos ciudades se llevó a cabo en 1986 y varios municipios de los alrededores después. Este último se combina en primer lugar con los pueblos vecinos de Saint-Guillaume-de-Granada, Lac-Dufault y Beaudry entre 1995 y 2001, y luego el 12 de diciembre de 2001 con Bellecombe, Cléricy, Cloutier, D'Alembert, Destor, Evain, McWatters, Arntfield, Montbeillard, Mont-Brun, Rollet y Cadillac, ahora llamados distritos y territorios no organizados de Lac-Montanier, Lac-Surimau y Rapide-des-Cèdres.
Incluso si se trata de un territorio equivalente a un municipio regional del condado, su nombre oficial es Ciudad de Rouyn-Noranda.

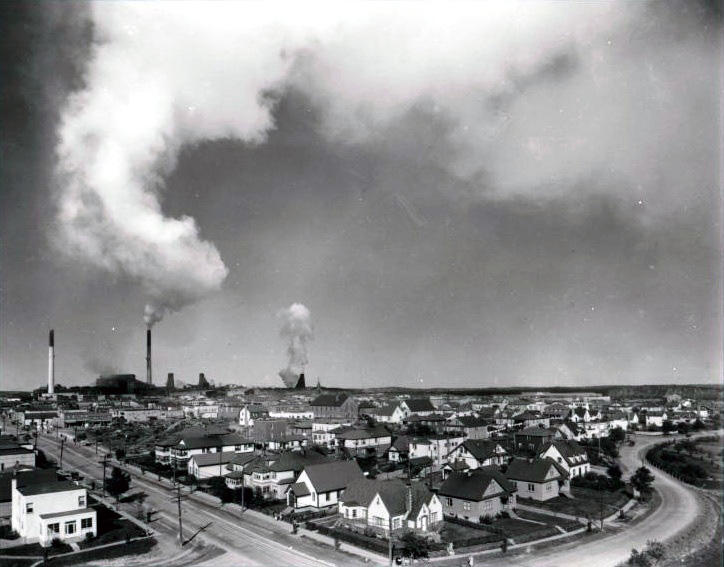
Vista de Noranda en 1942

## Transporte
Esta ciudad es servida por el Aeropuerto de Rouyn-Noranda.